# Ranunculus xinningensis
Ranunculus xinningensis W.T. Wang – gatunek rośliny z rodziny jaskrowatych (Ranunculaceae Juss.). Występuje endemicznie w Chinach, w południowej części prowincji Hunan. 

## Morfologia
PokrójBylina o lekko owłosionych pędach. Dorasta do 5–8,5 cm wysokości.
LiścieSą trójsieczne. W zarysie mają nerkowaty lub nerkowato pięciokątny kształt, złożone z trapezoidalnych segmentów. Mierzą 0,5–1 cm długości oraz 0,5–1,5 cm szerokości. Nasada liścia jest sercowata. Ogonek liściowy jest owłosiony i ma 1,5–4,5 cm długości.
KwiatySą pojedyncze. Rozwijają się na szczytach pędów. Mają żółtą barwę. Osiągają 10–12 mm średnicy. Mają 5 podłużnych działek kielicha, które dorastają do 5–6 mm długości. Mają 5 podłużnie odwrotnie owalnych płatków o długości 5–6 mm.
OwoceLekko owłosione niełupki o elipsoidalnym kształcie i długości 1 mm. Tworzą owoc zbiorowy – wieloniełupkę o kulistym kształcie i 2–3 mm długości.

## Biologia i ekologia
Rośnie na wilgotnych terenach skalistych, na obszarze nizinnym. Kwitnie w marcu. 